# Жаркин
Жарки́н (каз. Жарқын) — село у складі Жанасемейського району Абайської області Казахстану. Входить до складу Прирічного сільського округу.
Населення — 579 осіб (2021; 653 у 2009, 602 у 1999, 638 у 1989).
Національний склад станом на 1989 рік:
- казахи — 100 %

До 1990 року село називалось Лівобережне, у радянські часи мало також назву Лівобережний.